# Pachnephorus bistriatus
Pachnephorus bistriatus là một loài bọ cánh cứng trong họ Chrysomelidae. Loài này được Mulsant miêu tả khoa học năm 1852.